# Tolerância zero
Tolerância zero  é a política que impõe uma  punição  para cada infração de uma regra estabelecida. A política de tolerância zero proíbe as pessoas em posições de autoridade de exercer discrição ou alterar as punições para se adequarem subjetivamente às circunstâncias; eles são obrigados a impor uma punição pré-determinada, independentemente das circunstâncias atenuantes ou história.   Essa punição pré-determinada, seja leve ou severa, é sempre aplicada. 
Políticas de tolerância zero são estudadas em  criminologia  e são comuns em sistemas de policiamento formais e informais em todo o mundo.  Essas políticas também aparecem em situações informais em que pode haver  assédio sexual  ou  uso indevido da Internet  em ambientes educacionais e de trabalho. 
Há poucas evidências que apoiem a alegada eficácia das políticas de tolerância zero. Um problema subjacente é que existem muitas razões pelas quais as pessoas hesitam em intervir ou em denunciar comportamentos que consideram inaceitáveis ou ilegais.  As políticas de tolerância zero abordam, na melhor das hipóteses, apenas algumas dessas razões.

## História
Foram os académicos James Wilson e Georges Kelling na  revista norte-americana The Atlantic Monthly  em  1982  quem primeiro definiu essa teoria sob esse nome, retomando um termo usado em 1973 para uma lei em  Nova Jersey.
A teoria é ilustrada pelo exemplo da "janela partida".   Se uma janela de um prédio for partida e não for substituída imediatamente, alguns podem presumir que o prédio está abandonado e caindo aos pedaços. Como resultado, outras janelas correm o risco de ser partidas, pois os infratores consideram isso sem importância.
Esta teoria é baseada em dois pressupostos:
1. se o responsável por uma ofensa não for condenado imediatamente, é encorajado a reincidir;
2. se os responsáveis pelos delitos não forem condenados por cada delito com toda a severidade que a lei permite, passarão gradativamente de pequenos delitos a grandes delitos.

Logo, a única forma de evitar a recorrência e o agravamento das violações é agir imediatamente em cada uma delas.  Ao condenar os responsáveis imediatamente, eles serão convencidos de que qualquer ação contra a sociedade  leva  a uma reação imediata,  e o sentimento de impunidade desaparecerá.